# The Jacka
Доминик Ньютон (англ. Dominick Newton; 12 августа 1977 — 2 февраля 2015), более известный под псевдонимом The Jacka — американский рэпер из Питтсбурга, Калифорния. The Jacka начал свою музыкальную карьеру как участник хип-хоп группы Mob Figaz.
Доминик был убит во время стрельбы 2 февраля 2015 года в Окленде, Калифорния. Убийство остаётся нераскрытым по сей день.

## Ранние годы
Ньютон родился в семье 14-летних родителей. В подростковом возрасте он стал кормильцем для семьи, и это привело его к тюремному заключению сроком на один год, когда ему было 18 лет.
Ньютон в молодом возрасте стал исповедовать ислам. Он сменил своё имя на Шахид Акбар.

## Музыкальная деятельность
- Карьера The Jacka началась с хип-хоп группы Mob Figaz, в которой состоят рэперы из Области залива Сан-Франциско. В подростковом возрасте к The Jacka и нескольким его друзьям в музыкальном магазине подошёл известный исполнитель из Сакраменто C-Bo . В тот же день он отправился вместе с ними в студию звукозаписи. Приглашённые рэперы появились в треке «Ride Til We Die», который является первым в альбоме Til My Casket Drops.[2] Дебютный релиз группы C-Bo's Mob Figaz был выпущен в 1999 году и занял позицию в чарте Billboard Top R&B Albums, добравшись там до 63 места и продавшись в 160,000 копий.[3] Первый сольный релиз The Jacka of the Mob Figaz 2001 года продался в более чем в 30,000 копий. The Jacka сам продавал их по всей Области залива Сан-Франциско, а также доставлял по всей стране. Большая часть поддержки альбома шла из Области залива, но но 60 % его продаж пришлось за пределами Калифорнии.[4] В 2005 году Jacka выпустил свой второй сольный альбом The Jack Artist, который не попал в чарты. В 2009 году The Jacka выпустил третий сольный альбом Tear Gas, занявший 93 место в чарте Billboard. Трек с гостевым участием рэпера из Сан-Франциско Andre Nickatina Glamorous Lifestyle мгновенно стал классикой для родного города исполнителя Питтсбурга и Области залива Сан-Франциско вообще.

## Смерть
2 февраля 2015 года The Jacka был убит неизвестным стрелком в Окленде на 94-й авеню и бульваре Макартур. До своей смерти он владел собственным лейблом The Artist Records.

## Дискография

### Сольные альбомы
- 2001: The Jacka of the Mob Figaz
- 2005: The Jack Artist
- 2006: Jack of All Trades[7]
- 2008: The Street Album (80 место в U.S. R&B)[8]
- 2009: Tear Gas (#93 место в чарте U.S.)[9]
- 2010: Broad Daylight
- 2011: Flight Risk (70 место в чарте U.S. R&B)
- 2014: What Happened to the World
- 2020: Murder Weapon

### Сольные микстейпы
- 2005: The Jacka: The Mixtape[10]
- 2007: The Jacka Is the Dopest
- 2010: G-Slaps Radio Vol. 1[11]
- 2011: We Mafia
- 2011: The Indictment
- 2012: The Verdict[12]
- 2012: The Sentence[13]
- 2013: The Appeal

### Совместные альбомы
В составе Mob Figaz
- 1999: C-Bo's Mob Figaz

Совместно с отдельными участниками Mob Figaz
- 2002: Camp Mob Figaz: The Street Soundtrack (совместно с разными исполнителями)
- 2003: Mob Figaz (совместно с разными исполнителями)
- 2005: 3 da Hard Way (совместно с Husalah и Marvaless)
- 2006: Animal Planet (совместно с Husalah)[14]
- 2006: Mob Trial (совместно с AP.9 и Husalah)[15]
- 2006: Shower Posse (совместно с Husalah)[16]
- 2007: Mob Trial 2 (совместно с Fed-X и Rydah J. Klyde)
- 2008: Mob Trial 3 The Verdict (совместно с AP.9 и Fed-X) 91 место в чарте U.S. R&B

Совместно с Ampichino
- 2007: Devilz Rejectz: 36 Zips[17]
- 2010: Devilz Rejects 2: House of the Dead (83 место в чарте U.S. R&B)
- 2018: Devilz Rejectz 3: American Horror Story[18]

Другие совместные альбомы
- 2006: Explosive Mode 3: The Mob Gets Explosive (совместно с Messy Marv, San Quinn и Husalah)
- 2008: Outbreak: The Epidemic (совместно с Kel из группы Western Conference)
- 2008: The Gobots (совместно с Lee Majors)
- 2010: The Gobots 2: D-Boy Era (совместно с Lee Majors)
- 2010: Jonestown (совместно с Messy Marv и Blanco)
- 2012: Obey (совместно с Blanco)
- 2012: 100 Lbs and Bricks of Bo (совместно с Liqz и Joe Blow)
- 2013: Misfits (совместно с Blanco)
- 2013: Game Over (совместно с Blanco)
- 2013: Futuristic Mob (совместно с Dubble-OO)
- 2013: Bullys Wit Fullys 4 (совместно с Guce)
- 2013: Straight Drop (совместно с M Dot 80)
- 2013: The Gobots 2.5 (совместно с Lee Majors)
- 2013: Write My Wrongs (совместно с Freeway)[19]
- 2014: Risk Game (совместно с M Dot 80)

Совместно с Berner
- 2008: Drought Season (55 место в чарте U.S. R&B)[8]
- 2009: Drought Season 2 (66 место в чарте U.S. R&B)
- 2012: Border Wars
- 2015: Drought Season 3[20]

Важные совместные работы
- 2009: The Price of Money (совместно с 12 Gauge Shotie) 88 место в чарте U.S. R&B[1]
- 2010: Neva Be The Same — 20 Bricks: Season One (совместно с Laroo)
- 2010: My Middle Name Is Crime EP (совместно с Andre Nickatina)
- 2012: The Tonite Show (совместно с DJ Fresh)
- 2013: Never Be The Same: Season 2 — No Mercy (совместно с Laroo)
- 2014: Highway Robbery (совместно с Freeway)

Компиляции
- 2005: Str8 Out da Slums (совместно с Lil Keke)
- 2005: Ghetto Gumbo Raw Uncut Vol. 1 (OST)
- 2008: Slappin In The Trunk Vol. 5 Starring The Jacka
- 2009: The Jacka Hosts And Presents B.A.R.S Awards
- 2010: The Dre Area Volume 2 Starring The Jacka
- 2011: The Jacka Presents Mobbin Thru The West Vol. 1
- 2011: Best of Frisco Street Show: The Jacka
- 2011: Retrial: Million Dollar Remix Series Vol. 1
- 2012: The A.R Street Album (with The Artist Records)

### Синглы
| Информация о синглах |
| --- |
| «Hey Girl» (feat. Kazi, Young Uzi) - Released: 2001 - B-side: «From The Bay» (feat. Dee Dee) - Album: Jacka of the Mob Figaz |
| «Barney (More Crime)» - Released: 2005 - B-side: «Girls Say» - Album: The Jack Artist                                        |
| «Never Blink» (feat. J. Stalin, Dubb-20) - Released: 2005 - Album: The Jack Artist                                           |
| «All Over Me» (feat. Matt Blaque) - Released: April 8, 2008 - B-side: «Shooterz» (feat. Fed-X, Joe Blow) - Album: Tear Gas   |
| «Glamorous Lifestyle» (feat. Andre Nickatina) - Released: Mвay 5, 2009 - Album: Tear Gas                                     |